# 温泉ガッパドンバ
『温泉ガッパドンバ』（おんせんガッパドンバ）は、御童カズヒコによる日本の漫画作品。

## 概要
本作品には『元祖温泉ガッパドンバ』『温泉ガッパドンバ カパランテ伝説』の2つのシリーズがある。詳細を以下に記す。
元祖温泉ガッパドンバ
『コミックボンボン』（講談社）1989年9月号から1992年1月号まで連載。全29話、単行本は全3巻、うち3話が単行本未収録。2009年に上下巻として完全版がブッキングより復刻された。
温泉ガッパドンバ カパランテ伝説
『デラックスボンボン』（講談社）1990年7月号から1992年7月号まで連載。全25話、単行本は全3巻、うち最終話のみ単行本未収録。

## 元祖温泉ガッパドンバ

### あらすじ
小学5年生の湯煙のぼるは、父からもらった大きなキュウリを切ったところ、中から温泉星カパーランドの王子・温泉ガッパドンバが現れる。
ドンバは修行目的で地球に来たことを話し、湯煙家に居候した。

### 登場人物
ドンバ
温泉星カパーランドの王位継承者。河童の姿をしていて自身を「オリ」と言う。〜だっぱ、〜ぱと言う語尾の話し方をする。温泉の素というものを頭の皿にかけて下品な攻撃や変身を行う。エッチな性格。
湯煙のぼる
本作の主人公。小学5年生。作品内で一番弱い為に不幸な目に会う事が多い。
湯煙まい
のぼるの姉。中学3年生。登場人物の中で唯一ヘアスタイルの変化が激しい。
湯煙たつお
主人公の父で漫画家。35歳。温泉巡りが趣味の中の一つで、ある来訪した温泉で見つけたドンバの宇宙船をお土産として持ち帰って来た故にドンバを湯煙家に連れてきてしまった張本人。
湯煙かおる
主人公の母。35歳。
プリンス・エドワード・竹千代
カパーランドと敵対する星カパーキングダムの王子。20歳。美男子で容姿端麗でナルシストだがファッションセンスが惜しい。ドンバと同じ河童なので頭頂部はツルッパゲ。
プリンス・エドワード・梅千代
竹千代の妹。美少女だが特定のキーワード「好き」で怪物に変身する特異体質。10歳。
嬉野めぐみ
のぼるの小学校の美系女子。面食いで極めて性格が悪い。美形の竹千代に基本賛同している事が多い。スタイルは良い。
地獄谷源太
のぼるの小学校（湯の花小学校）の番長。つっぱり高校生も進んで道を開ける程に悪名が高い。喧嘩は男性陣の中では一番強いが漢字が苦手。
熱海
地獄谷の舎弟。
登別ひろこ
のぼるの小学校の肥満体形の女子。「シツレイねー！」が口癖。小学生にしては体毛が濃い。攻撃の破壊力は地獄谷を遥かに凌ぐ実力。
ハロウィン魔王
宇宙をまたにかける怪盗。筋肉質に見えるが実は垢の塊で構成された偽物の肉体なので非力。
ジュリエッタ女王
美男美女村の長である絶世の美女。ドンバに惚れている。

## 温泉ガッパドンバ カパランテ伝説

### あらすじ（カパランテ伝説）
かつてこの地には、勇者カパランテが、イオウ大魔王を壺に封じ込めたという伝説があった。ある日、カパーランド城の大王が壺を開けて大魔王を開放してしまう。大王は息子であるドンバを勇者に仕立て上げ、イオウ大魔王を倒すよう命じられる。ドンバは武器を買う金にも困りながらも、なんとか竹千代を仲間にする。2人の旅路は、無銭飲食のかどでウレシノ城の女王メグーミに死刑を宣告されるなど、苦難の連続だったが、イオウ大魔王の関係者であるイオウ魔族を129人も倒した。

### 登場人物（カパランテ伝説）
ドンバ
本作の主人公。職業は「勇者（かもしれない）」。カパーランド城の王子。体型の関係上、下履き系の防具しか装備できない。
竹千代
ドンバの旅の仲間。職業は「勇者（だとおもう）」。魔法を使える様だが宝箱識別を行う魔法を誤って脱出の魔法を唱えて洞窟外に出てしまったドジな所も。
ジゴクダーニ
ドンバの旅の仲間。職業は「戦士」だがのちに「商人戦士」と自明する。無類のお金好きで報酬が貰えれば敵味方関係無く行動する。
オトヒメ
ドンバの旅の仲間。竜宮城の主であり伝説の剣「温泉の剣」の管理者。使える魔法はいくつかある様だが対象者にディープキスをしてHP回復する「ゲンキニナール」が主に出ている。
八大将軍
イオウ大魔王の配下。
ラーメンクジラ

からしメンタイコ